# Thomas Kohl (Mediziner)

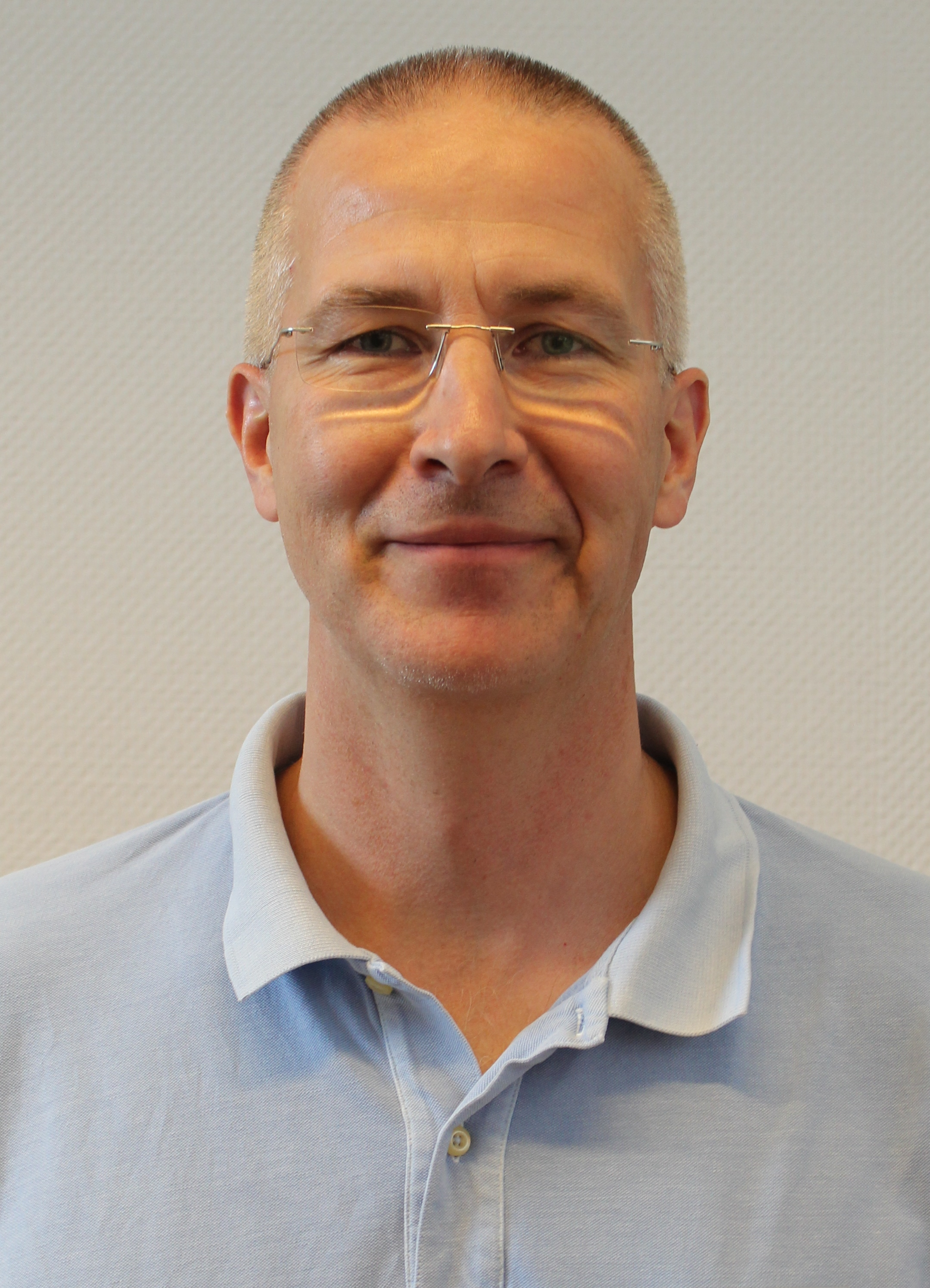
Thomas Kohl

Thomas Kohl (* 28. Juli 1962 in Siegen) ist ein deutscher Fetalchirurg und Hochschullehrer.

## Leben
Kohl studierte von 1983 bis 1990 Humanmedizin an der Universität-Gesamthochschule Essen und promovierte 1993 an der Universitätskinderklinik Essen über „Die aerob-anaerobe Schwelle bei spiroergometrischer Belastung von Kindern, Jugendlichen und jungen Erwachsenen mit chronischer Niereninsuffizienz“.
Nach seiner Approbation 1992 war er zunächst als Assistenzarzt und wissenschaftlicher Mitarbeiter in der Kinderklinik der Westfälischen Wilhelms-Universität Münster tätig. Dort befasste er sich vorrangig mit dem Teilgebiet der Kinderkardiologie.
Im Rahmen eines dreijährigen von der Deutschen Forschungsgemeinschaft (DFG) geförderten Forschungsaufenthalts an der University of California, San Francisco (USA), begann er 1993 und 1996, minimalinvasive Operationstechniken zur Behandlung von Herzfehlern bei Feten im Mutterleib zu entwickeln.
Nach seiner Rückkehr nach Münster gründete er eine Arbeitsgruppe zur Entwicklung experimenteller und klinischer fetal-kardialer Interventionstechniken. Neben seiner wissenschaftlichen Tätigkeit absolvierte er eine Facharztweiterbildung im Fach Kinderheilkunde und legte 2001 die Facharztprüfung ab.
Im gleichen Jahr habilitierte er sich mit dem Thema „Development of minimally-invasive fetoscopic techniques for fetal cardiac intervention“ und erhielt die Venia Legendi für das Fach Kinderheilkunde-Kinderkardiologie von der Medizinischen Fakultät der Westfälischen Wilhelms-Universität Münster.
2001 bis 2002 arbeitete er als wissenschaftlicher Mitarbeiter des Bereichs für Pränatalmedizin der Universitätsfrauenklinik Lübeck. 2002 wechselte er an die Universitätsfrauenklinik Bonn und wurde dort zum Oberarzt für Klinische und Experimentelle Fetale Kardiologie und Fetalchirurgie ernannt. 2004 wurde er leitender Oberarzt des von ihm gegründeten Deutschen Zentrums für Fetalchirurgie & minimal-invasive Therapie (DZFT).
2010 wechselte er als Chefarzt des DZFT an das Universitätsklinikum Gießen und Marburg. Seit Juli 2018 ist er Chefarzt des Deutschen Zentrums für Fetalchirurgie & minimal-invasive Therapie am Universitätsklinikum Mannheim (UMM), wo er bei der nachgeburtlichen Versorgung der von ihm operierten Kinder eng mit der dortigen Klinik für Neonatologie zusammenarbeitet.

## Arbeits- und Forschungsschwerpunkte
Kohl gilt als Pionier der minimalinvasiven Fetalchirurgie, da er nach tierexperimentellen Vorarbeiten 2002 die neue Methode am Universitätsklinikum Bonn einführte. Dort verschloss er zum ersten Mal einen „offenen Rücken“ (Spina bifida) bei einem Ungeborenen der 25. Schwangerschaftswoche komplett minimalinvasiv im Mutterleib. Bei dieser Operation setzte er auch erstmals die perkutane Gasinsufflation der Fruchthöhle mit Kohlendioxid (PACI – Partial Amniotic Carbon Dioxide Insufflation) ein. Das minimalinvasive Verfahren zur Behandlung von Ungeborenen mit Spina bifida entwickelte er seitdem ständig weiter, so dass ab 2007 Kinder geboren werden, bei denen nach der Operation im Mutterleib kein erneuter Verschluss nach der Geburt mehr nötig war. 2013 erzielte er darüber hinaus zum ersten Mal auch einen kompletten Hautverschluss des „offenen Rückens“.
2003 führte Kohl das von ihm mitentwickelte neuartige Verfahren zum minimalinvasiven Verschluss der Luftröhre von Ungeborenen (fetoskopische Tracheal-Ballonokklusion) mit lebensbedrohlichen Zwerchfellhernien in Deutschland ein, bei dem er mit der auf Neugeborene mit dieser Erkrankung spezialisierten Klinik für Neonatologie am Universitätsklinikum Mannheim kooperierte. Die fetoskopische Tracheal-Ballonokklusion wendete Kohl 2006 auch erstmals zur Behandlung eines Ungeborenen mit schwerer Unterentwicklung der Lungen nach einem frühen vorzeitigen Blasensprung an. Seit 2012 nutzt er das Verfahren zusätzlich bei beidseitig mit Wasser gefülltem Brustkorb (Hydrothorax) oder schweren Lungenfehlbildungen (CPAM, CCAM).
Mit Unterstützung des DZFT wurden die Operationsmethoden von Kohl in São Paulo, Brasilien, an der Bilim Universität in Istanbul, Türkei, an der Universität Warschau, Polen, und der University of Texas, USA eingeführt.
2007 entwickelte er das nach ihm benannte „Kohl-Verfahren“, eine chronisch-intermittierende materno-fetale Sauerstofftherapie zur Behandlung von Ungeborenen mit zu kleinen Herz- und Gefäßstrukturen. 2016 wurde eine dazu eine prospektive kontrollierte randomisierte Studie veröffentlicht, die die Wirksamkeit des Verfahrens am Beispiel von Ungeborenen belegt, bei denen nach ihrer Geburt eine behandlungsbedürftige Aortenisthmusstenose (ISTA) erwartet wurde: Ohne Sauerstofftherapie mussten 75 Prozent der untersuchten Feten nach ihrer Geburt an ihrer ISTA operiert werden, nach vorgeburtlicher Sauerstofftherapie nur 20 Prozent.

## Mitgliedschaften
Kohl ist Mitglied in folgenden Fachgesellschaften:
- Deutsche Gesellschaft für Ultraschall in der Medizin
- Deutsche Gesellschaft für Gynäkologie und Geburtshilfe
- Ehrenmitglied der Rumänischen Gesellschaft für Gynäkologie und Geburtshilfe

Daneben ist Kohl Initiator und Gründungsmitglied des 2017 gegründeten Bundesverbands zur Begleitung von Familien mit vorgeburtlich erkrankten Kindern (BFVEK) e.V. Vorrangige Ziele des gemeinnützigen Vereins sind die Begleitung und Unterstützung von Schwangeren mit vorgeburtlich erkrankten Kindern und ihren Familien durch die Vereinsmitglieder.

## Auszeichnungen
2015 Ehrenprofessur (Prof. h. c.) der Bilim Universität, Istanbul, Türkei, für die klinische Einführung der minimalinvasiven Fetalchirurgie zur Behandlung von Ungeborenen mit Spina bifida in der Türkei
2016 Ehrenprofessur (Prof. h. c.) der China Medical University, Shenjing, China, für internationale Kooperation und Engagement im Bereich der Fetalchirurgie
Kohl ist einer der ersten Preisträger des „Werner Forßmann-Preises“ des Kuratoriums „Kardiologie 2000“ der Universität Bochum.

## Publikationen
Kohl ist Autor und Koautor von über 120 wissenschaftlichen Artikeln in Fachjournalen sowie von acht Buchkapiteln, außerdem ist er als Reviewer für zahlreiche internationale Fachzeitschriften tätig, darunter Circulation, Fetal Diagnosis & Therapy, Lancet sowie Obstetrics & Gynecology.